# O Freixo de Sabardes

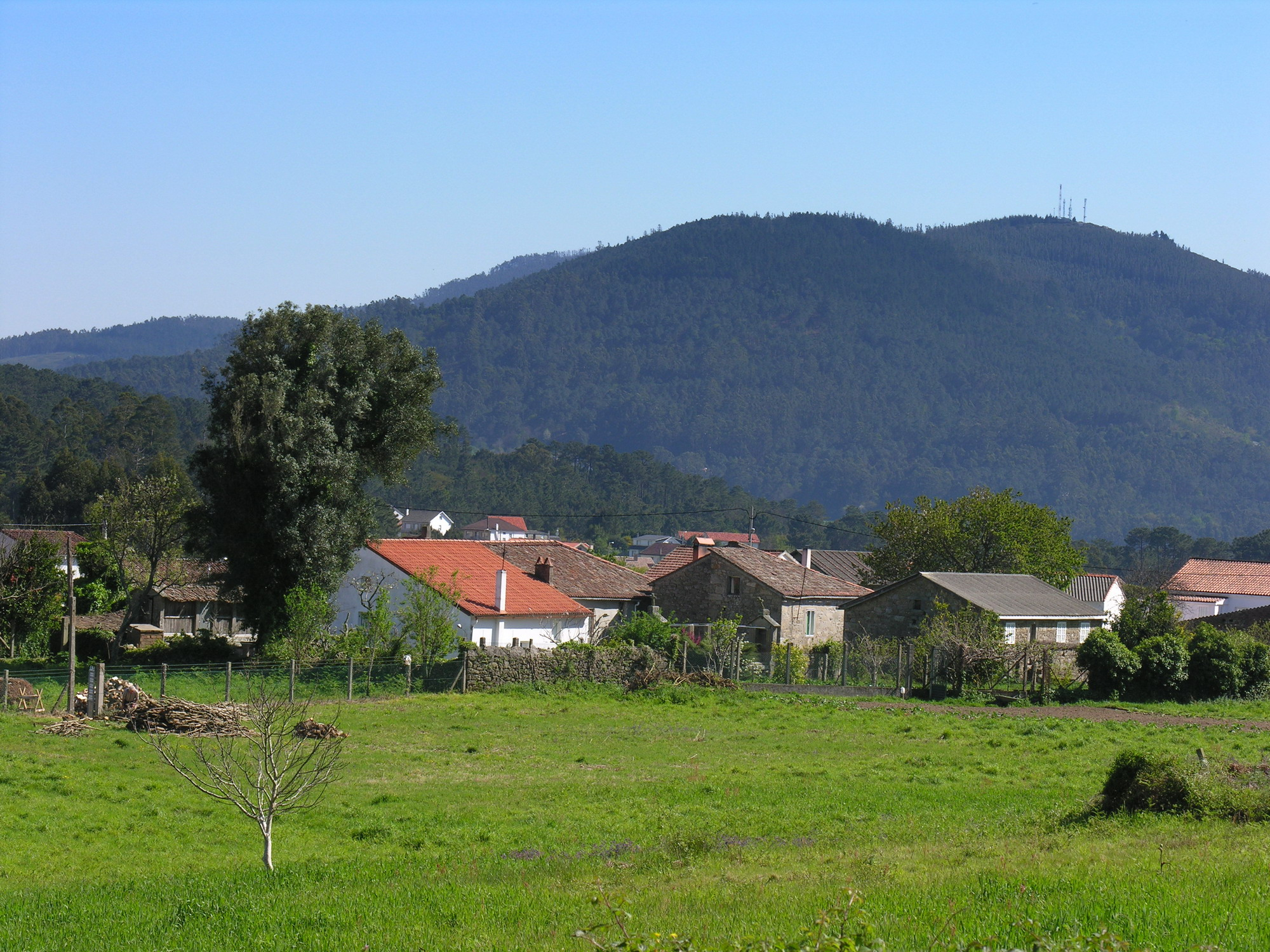
Vista de O Freixo de Sabardes

O Freixo de Sabardes ou O Freixo é uma vila e freguesia no concelho de Outes, que está na província da Corunha, Galiza. Em 2012, a população era de 991 habitantes (483 homens e 508 mulheres), o que representa uma redução de 31 a partir de 2011. O santo local, São João Evangelista (em galego: San Xoán Evanxelista) é comemorado em 27 de dezembro.